# Relations entre la France et les Tuvalu
Les relations entre la France et les Tuvalu font référence aux relations bilatérales entre la France et les Tuvalu. La France entretient des relations diplomatiques avec les Tuvalu depuis 1978, l'année où le pays est devenu indépendant passant du statut de colonie britannique des Tuvalu à celui d'une monarchie indépendante sous forme d'un dominion du Commonwealth.
La France est représentée par un ambassadeur résident à Suva depuis 1980, également accrédité auprès des Kiribati, de Nauru, des Tonga, mais les Tuvalu n'a pas de représentation diplomatique en France mais le pays a une ambassade à Bruxelles qui couvre aussi la France.
Les Tuvalu est membre du Forum des îles du Pacifique tout comme la Nouvelle-Calédonie et la Polynésie française (membres à part entière depuis 2016).

## Histoire
Les deux pays partagent une frontière maritime internationale passant entre Wallis-et-Futuna et Niulakita, la plus méridionale des îles de l'archipel des Tuvalu. Elle est établie à titre provisoire en 1985, par un accord prenant la forme d'un échange de notes. En 2014, les deux pays et les Fidji ont engagé des discussions au sujet de l'extension des frontières sur le plateau continental.
La relation commerciale entre les deux pays est presque inexistante, à l’exception de quelques flux ponctuels.
En 2013, les Tuvalu ont co-parrainé la résolution par laquelle la Polynésie Française a été inscrite sur la liste des territoires non-autonomes des Nations unies (C24), un geste qualifié d'inamical par la France.